# Jegor Igorewitsch Pruzew
Jegor Igorewitsch Pruzew (russisch Егор Игоревич Пруцев; * 23. Dezember 2002 in Krasnodar) ist ein russischer Fußballspieler. Der Mittelfeldakteur steht seit 2022 bei Roter Stern Belgrad unter Vertrag und spielt momentan leihweise für den NK Celje.

## Karriere

### Verein
Pruzew begann seine Karriere in der Akademija Krasnodar. Zur Saison 2019/20 wechselte in die Akademie des FK Sotschi. Im September 2020 debütierte er bei seinem Kaderdebüt für die Profis von Sotschi in der Premjer-Liga, als er am neunten Spieltag der Saison 2020/21 gegen den FK Krasnodar in der 78. Minute für Anton Sabolotny eingewechselt wurde. Dies blieb sein einziger Einsatz für die Profis in jener Spielzeit. Zur Saison 2021/22 wurde Pruzew an den Zweitligisten Tekstilschtschik Iwanowo verliehen. Für Tekstilschtschik kam er zu 24 Einsätzen in der Perwenstwo FNL, ehe die Leihe im Februar 2022 vorzeitig beendet wurde und der Mittelfeldspieler innerhalb der zweiten Liga an den FK Neftechimik Nischnekamsk weiterverliehen wurde. Für Neftechimik absolvierte er bis Saisonende 13 Partien in der zweithöchsten Spielklasse.
Zur Saison 2022/23 kehrte Pruzew zunächst nach Sotschi zurück, ehe er das Team im August 2022 endgültig verließ und nach Serbien zu Roter Stern Belgrad wechselte. Dort gewann er in seiner ersten Spielzeit das Double aus Meisterschaft und Pokal. Im August 2023 wurde er für eine Spielzeit an den NK Celje nach Slowenien verliehen und gewann auch dort die nationale Meisterschaft. Nach seiner Rückkehr debütierte Pruzew dann für Belgard in der UEFA Champions League beim Heimspiel der Gruppenphase gegen den FC Barcelona (2:5). Am 13. Februar 2025 erfolgte dann eine erneute Leihe des Spielers zum NK Celje in die Slovenska Nogometna Liga.

### Nationalmannschaft
Im September 2022 absolvierte Pruzew zwei Testspiele für die russische U-21-Nationalmannschaft.

## Erfolge
- Serbischer Meister: 2023
- Serbischer Pokalsieger: 2023
- Slowenischer Meister: 2024

## Persönliches
Sein älterer Bruder Danil Pruzew (* 2000) ist ebenfalls Fußballspieler und steht seit 2022 bei Spartak Moskau unter Vertrag.